# 富士通ソフトウェアテクノロジーズ
株式会社富士通ソフトウェアテクノロジーズ（ふじつうソフトウェアテクノロジーズ、英: FUJITSU SOFTWARE TECHNOLOGIES LIMITED）は、かつて存在した富士通グループの企業。略称はFST。神奈川県横浜市港北区に本社を置いていた。

## 会社概要
2005年6月に富士通のシステム基盤製品群であるTRIOLEのサポート及びサービス業務を目的として設立され、同年7月に富士通に吸収合併されたベーシックソフトウェア開発会社3社の一部を母体としている。
2021年4月に富士通グループのSI系グループ会社10社と共に富士通へ吸収合併され、解散した。

## 事業内容
- TRIOLEサービス & サポート
- PIサービス、受託サービス
- BIコンサルティング
- アプリケーションソフトの開発
- 情報アプライアンス（携帯電話、PDA、情報家電等）、組込みOS、ソフトの開発・サポート
- COBOL再構築サービス
- ソフトウェアパッケージ開発、販売
- Webサイト診断・構築・運営
- eラーニング教材の作成・販売、eラーニングの運用代行サービス

## 事業所
- 本社：神奈川県横浜市港北区新横浜2-4-19 富士火災横浜ビル
- 松本事業所：長野県松本市深志1-1-15 朝日生命松本深志ビル
- 静岡事業所：静岡県静岡市駿河区南町18-1 サウスポット静岡
- 名古屋事業所：愛知県名古屋市千種区内山3-26-2 名古屋董友ビル
- 神戸事業所：兵庫県神戸市中央区磯上通7-1-5 三宮プラザビル

## 沿革
- 1983年04月 - 株式会社富士通静岡エンジニアリング設立
- 1984年07月 - 株式会社富士通愛知エンジニアリング設立
- 1985年04月 - 株式会社富士通神戸エンジニアリング設立
- 1985年011月 - 株式会社富士通パソコンシステムズ設立
- 1988年05月 - 株式会社富士通ソフトウェア生産技術研究所設立
- 1989年02月 - 株式会社富士通オアシス開発設立
- 1990年04月 - 株式会社富士通パソコンラボ設立
- 2000年12月 - ベーシックソフトウェア開発会社再編[5]
  - 株式会社富士通プライムソフトテクノロジ設立（富士通愛知エンジニアリングが富士通パソコンラボを吸収）
  - 株式会社富士通ハイパーソフトテクノロジ設立（富士通ソフトウェア生産技術研究所が富士通神戸エンジニアリング、富士通オアシス開発を吸収）
  - 株式会社富士通インフォソフトテクノロジ設立（富士通静岡エンジニアリングを社名変更）
- 2004年04月 - 富士通プライムソフトテクノロジが富士通パソコンシステムズを吸収合併
- 2005年06月 - 株式会社富士通ソフトウェアテクノロジーズ設立（ベーシックソフトウェア開発会社の一部を母体として）[3]
- 2005年07月 - 富士通グループの再編
  - 株式会社富士通ソフトウェアテクノロジーズ業務開始
  - 富士通株式会社がベーシックソフトウェア開発会社3社を吸収合併
- 2021年04月 - 富士通グループの再編により富士通株式会社へ吸収合併され、解散[4]